# Погост (муниципальное образование «Селецкое»)
Погост (другое название Сельцо) — деревня в Холмогорском районе Архангельской области. Погост являлся административным центром Селецкого сельского поселения (МО «Селецкое»).

## География
Деревня находится на расстоянии 145 км от районного центра — города Холмогоры. Площадь занимаемой территории — 165,8 га.
Деревня Погост расположена на реке Емце, одной из двух рек в России, протаивающих полыньёй, а не ледоходом.

## Население
| 2002 | 2010 | 2012 |
| ---- | ---- | ---- |
| 551  | ↘464 | ↗477 |

## Инфраструктура
Деревня электрифицирована, связана с районным центром регулярным автобусным сообщением. Имеется продовольственный магазин, также организовано выездное торговое обслуживание населения.
Улицы деревни: Горская, Заречная, Ленинградская, Малое-Высокое, Молодёжная, Новая, Почтовая.
В Сельце находится лесозаготовительное предприятие «Импульс», на котором работают 9 человек.

### Топографические карты
- Лист карты P-37-35,36 Усть-Мехреньга. Масштаб: 1 : 100 000. Состояние местности на 1981 год. Издание 1986 г.